# Maidstone (borough)
Pour les articles homonymes, voir Maidstone (homonymie).
Maidstone est un district non-métropolitain et un Borough, dans le Comté du Kent, en Angleterre. Son centre administratif est Maidstone qui est aussi le chef-lieu du Kent.

## Liste des 41 paroisses constituant le district
- Barming
- Bearsted
- Bicknor
- Boughton Malherbe
- Boughton Monchelsea
- Boxley
- Bredhurst
- Broomfield and Kingswood
- Chart Sutton
- Collier Street
- Coxheath
- Detling
- Downswood
- East Farleigh
- East Sutton
- Frinsted
- Harrietsham
- Headcorn
- Hollingbourne
- Hucking
- Hunton
- Langley
- Leeds
- Lenham
- Linton
- Loose
- Marden
- Nettlestead
- Othman
- Otterden
- Staplehurst
- Stockbury
- Sutton Valence
- Teston
- Thurnham
- Tovil
- Ulcombe
- West Farleigh
- Wichling
- Wormshill
- Yalding